# Isis Ta-Hemdjert
Iset Ta-Hemdjert or Isis Ta-Hemdjert fou una reina egípcia de la dinastia XX, Gran Esposa Reial de Ramsès III i mare almenys de Ramsès VI i potser de Ramsès IV. Era filla d'una dona siriana de nom Hemdjert o Habadjilat o Hebnerdjent, segurament una princesa siriana.
|                            |        |     |          |     |   |        |    |
| \| \| \| \| \| \| \| \| \| |        |     |          |     |   |        |    |
|                            |        |     |          |     |   |        |    |
| Q1                         | t · H8 | t&A | F18 · Y1 | G20 | s | r · ti | B7 |

| Q1 | t · H8 | t&A | F18 · Y1 | G20 | s | r · ti | B7 |

|                            |        |     |          |     |   |        |    |
| \| \| \| \| \| \| \| \| \| |        |     |          |     |   |        |    |
|                            |        |     |          |     |   |        |    |
| Q1                         | t · H8 | t&A | F18 · Y1 | G20 | s | r · ti | B7 |

| Q1 | t · H8 | t&A | F18 · Y1 | G20 | s | r · ti | B7 |

|                            |        |     |          |     |   |        |    |
| \| \| \| \| \| \| \| \| \| |        |     |          |     |   |        |    |
|                            |        |     |          |     |   |        |    |
| Q1                         | t · H8 | t&A | F18 · Y1 | G20 | s | r · ti | B7 |

| Q1 | t · H8 | t&A | F18 · Y1 | G20 | s | r · ti | B7 |

|                            |        |     |          |     |   |        |    |
| \| \| \| \| \| \| \| \| \| |        |     |          |     |   |        |    |
|                            |        |     |          |     |   |        |    |
| Q1                         | t · H8 | t&A | F18 · Y1 | G20 | s | r · ti | B7 |

| Q1 | t · H8 | t&A | F18 · Y1 | G20 | s | r · ti | B7 |

Tenia el títols de Esposa Reial i d'Esposa Divina, i durant el regnat dels seus fills de Reina Mare. Apareix a una estàtua de Ramsès III al temple de Mut a Karnak.
Encara vivia en el regnat de Ramsès VI quan la seva neta Iset va esdevenir sacerdotessa i esposa d'Amon.
Fou enterrada a la vall de les Reines a la tomba QV51. La tomba consta d'un passadís que acaba en una sala principal amb dues cambres laterals. El passadís està decorat amb escenes que mostren la reina davant d'una varietat de divinitats com Ptah-Sokar, Atum i Osiris.